# Фонд защиты прав и свобод человека и гуманитарной помощи
Фонд защиты прав и свобод человека и гуманитарной помощи (тур. İnsan Hak ve Hürriyetleri ve İnsani Yardım Vakfı), сокр. IHH, — турецкая консервативная некоммерческая организация, действующая в более чем 100 странах мира. Создан в 1992 году и официально зарегистрирован в Стамбуле в 1995 году, IHH предусматривает оказание гуманитарной помощи во время вооруженных конфликтов, стихийных бедствий (голод, землетрясение и др.). IHH имеет специальный консультативный статус при Организации Объединённых Наций, Экономическом и Социальном Совете с 2004 года. Текущим президентом IHH является Фехми Бюлент Йылдырым.
IHH привлёк внимание международного сообщества после рейда «Флотилии Свободы» в Сектор Газа 31 мая 2010 года. IHH был владельцем и оператором 3 из 6 судов флотилии, участвовавших в инциденте, в том числе MV Mari Marmara, которая была флагманом флотилии. Девять пассажиров на борту Mari Marmara, многие из которых являлись членами или волонтёрами IHH, были убиты израильскими войсками при штурме, когда коммандос поднялись на борт судна во время его попытки прорвать блокаду Сектора Газа.